# Marcel Marois
Marcel Marois, né à Saint-Éphrem-de-Beauce en 1949, est un lissier et professeur du département des Arts et lettres de l’Université du Québec à Chicoutimi. Il dirige également la galerie l’Œuvre de l’Autre, logée au Pavillon des arts de l’UQAC.

## Biographie
En 1967, Marcel Marois entreprend sa formation à l’École des beaux-arts de Québec. Jeanne d’Arc Corriveau, sa professeure de tapisserie française, lui propose d’essayer cette forme d’art et lui enseigne la technique parisienne des Gobelins. Il termine son apprentissage de la tapisserie de haute lisse en 1971, puis l’année suivante obtient une licence en pédagogie des Arts plastiques de l’Université Laval. L’artiste débute alors sa longue carrière d’enseignant à l’Université du Québec à Chicoutimi, en enseignant le dessin, la tapisserie et la peinture. Il complète sa formation en 1979, lors de sa participation au stage Fibre Interchange, organisé par Mariette Rousseau-Vermette au Banff Center School of Fine Arts.
Il poursuit sa carrière professorale notamment au Banff Center School of Fine Arts, à la Maison des Métiers d’art de Québec et à l’enseignement du programme de la formation continue à l’Université Laval. Il fut aussi conférencier invité à l’Ontario College of Art, l’Alberta College of Art et en Angleterre, au Winchester School of Art, Royal College of Art et Goldsmith’s College de l’University of London. 
Plusieurs articles lui sont dédiés dans des revues spécialisées et certaines de ses œuvres sont reproduites dans les ouvrages de référence : L’art textile, publié en 1985, Tapestry, publié en 1994 et Art textiles of the world : Canada, publié en 2009.
Le fonds d'archives de Marcel Marois est conservé au Musée national des beaux-arts du Québec.

### Activités professionnelles
En 1976, il est invité par le comité organisateur des Jeux olympiques pour représenter le Québec en tapisserie dans le projet Artisanage du programme Art et Culture de la 21e Olympiade à Montréal. 
Entre 1981 et 1990, le lissier met sur pied avec des collègues la Biennale de la tapisserie contemporaine de Montréal. Sa carrière prend un tournant international après ses participations en 1981 et 1987 aux 10e et 13e Biennales internationales de la tapisserie de Lausanne. Par la suite, il expose en Angleterre, Australie, Suisse, Pologne et au Canada, États-Unis et Japon. Il représente aussi le Canada dans plusieurs évènements d’envergure, dont la 4e, 6e et 9e Triennale internationale de la tapisserie de Lodz, en 1981, 1988 et 1998, et la 2e Biennale américaine de la tapisserie à Atlanta en 1998.
L’expertise de Marois lui permet de siéger dans un grand nombre de comités d’administration et de jurys. Il est, entre autres, consultant canadien pour les 7e, 8e, 13e et 14e Triennales internationales de la tapisserie de Lodz et commissaire pour l’exposition Tapestry/Visions de la MCAD Gallery à Minneapolis.
Parmi les autres évènements marquants auxquels le lissier a participé, l’on peut mentionner l’exposition de tapisserie contemporaine Kárpit Tapestry, présentée en 2001 au Musée des Beaux-Arts de Budapest en Hongrie et l’exposition ORI RHYTHM II International Tapestry Exhibition présentée en 2012 au Kyoto Art Center, au Japon.
L’artiste reste très actif dans le domaine de l’art textile, tant au niveau national qu’international. Il donne des ateliers de formation, souvent en lien avec la technique des Gobelins, aux États-Unis, au Québec, en Colombie-Britannique, en Ontario, à Terre-Neuve et à l’Île-du-Prince-Édouard. De surcroit, il est conférencier et panéliste invité en France, aux États-Unis, en Australie, en Angleterre, en Pologne et dans plusieurs villes du Canada. 

## Prix et distinctions
Novembre 1984 : Élu membre de l’Académie royale des arts du Canada
1988 : Récipiendaire du prix du Central Museum of Textiles de Lodz, Pologne
1992 : Membre honoraire du Conseil des arts textiles du Québec 
1996-1997 : Récipiendaire du prix d’excellence de l’Institut canadien de Québec et de l’association d’artistes Videre
1998 : Récipiendaire du prix Saidye-Bronfman
1999 : Récipiendaire du prix du Rayonnement international du Conseil de la Culture de la Région de Québec
2000 : Récipiendaire du prix du jury pour l’excellence dans les arts visuels décerné par l’Académie royale des arts du Canada
2013 : Récipiendaire du prix du jury Hommage en Métiers d’art dans le cadre du Prix d’excellence des arts et de la culture décerné par la ville de Québec
2016 : Récipiendaire du prix d’excellence en enseignement, volet Leadership décerné par l’Université du Québec

## Expositions
1973 : Centre de loisirs de Sainte-Foy
1973 : Galerie Benedek-Grenier
1974 : Méphisto, bloc-laboratoire de l’UQAC
1974 : 7 septembre au 15 octobre, Maison des Arts La Sauvegarde, Vieux-Montréal
1975 : 22 novembre au 5 décembre, Galerie Basque de Rimouski
1975 : janvier, Galerie Benedeck-Grenier, Québec 
1976 : Galerie La Quinzaine, Musée du Québec (Musée national des beaux-arts du Québec)
1976 : Auditorium Dufour, Chicoutimi
1977 : Centre d’Art d’Orford
1977 : Guilde canadienne des Métiers d’Art Québec, Montréal
1979: 11 au 25 mai, Métiers d’art III à Paris, Centre culturel canadien
1979 : novembre, Icône nordique, Compagnie Rothmans, Centre socio-culturel de Chicoutimi
1981 : Galerie Lacerte & Guimont, Québec
1982 : Musée du Québec (Musée national des beaux-arts du Québec)
1982:  Tension progressive, Contemporary Canadian Tapestries, Canada House, Londres
1985 : Toronto-Dominion Center
1989 : Les reflets d’une vision fragmentée et Leurs esprits s’enfonçaient, désordonnés… à la Troisième Galerie, Québec
1989-1990 : Tapestry : The narrative voice, en tournée en Europe et Amérique du Nord 
1993 : Azimut magnétique, BC Ceramics, Vancouver 
1994 : 11 septembre au 9 octobre, Centre d’exposition Expression, Saint-Hyacinthe
1994 : Atmosphere of Memory, MCAD Gallery, Minneapolis
1995 : octobre, Galerie Madeleine Lacerte
1996-1998 : Revelation : Textile artists adressing issues, Londres et Kyoto (Musée d’art moderne de Kyoto), en tournée
1999 : Close ties – Kay Lawrence and Marcel Marois, tournée en Australie
2000 : Tissus urbains, Musée du Québec (Musée national des beaux-arts du Québec)
2002 : Œuvres récentes, Galerie Roger Bellemare, Montréal
2007: 2 au 24 mars, exposition de tapisseries au Centre des arts visuels de Montréal
2006: 17 septembre au 19 novembre, Les fils du temps au Centre Materia, Québec
2008 et 2011 : Galerie Roger Bellemare, Montréal
2013 : Marcel Marois : Tracer les frontières, centre d’artistes Séquence, Chicoutimi
2015 : Men at the Loom, Jon Eric Riis – Marcel Marois, Galerie Chevalier, Paris
2019 : Marcel Marois, Galeries Bellemare Lambert, Montréal

## Musées et collections publiques
- Musée national des beaux-arts du Québec[13]

- Musée des beaux-arts de Montréal
- Ararat Gallery TAMA, Australie
- Fondation Toms, Suisse
- Musée canadien de l’histoire, Gatineau[14]
- Banque Nationale du Canada, Montréal
- Collection Hydro-Québec, Montréal
- Collection de la Caisse de dépôt et de placement du Québec, Montréal
- Bibliothèque Gabrielle-Roy, Québec
- Bibliothèque et archives nationales du Québec, Montréal[15]
- Musée de la civilisation, Québec[16]
- BMO Banque de Montréal, Montréal
- Canadian Pacific Hotels, Canada
- Université Laval, Québec
- The Minneapolis Institute of Art, États-Unis[17]
- Loto-Québec, Montréal
- Toronto Dominion Center
- Rothmans, Benson & Hedges Canada Ltd., Toronto

### Œuvres dans les espaces publics
- Hôtel-Dieu de Lévis, Québec
- Olympia & York, Toronto
- Édifice Louis-Philippe-Pigeon, Sainte-Foy, Québec